# Мале Болдино
Мале Болдино (рос. Малое Болдино) — село в Большеболдинському районі Нижньогородської області Російської Федерації.
Населення становить 84 особи. Входить до складу муніципального утворення Пермеєвська сільрада.

## Історія
Від 2009 року входить до складу муніципального утворення Пермеєвська сільрада.

## Населення
| 1999 | 2002 | 2010 |
| ---- | ---- | ---- |
| 115  | ↘113 | ↘84  |